# قلعة البسترة
قلعة البسترة هي قلعة وموقع أثري في لبنان.

## موقع القلعة
تقع قلعة البسترة بالقرب من حدود مزارع شبعا في مرتفعات الجولان التي تحتلها إسرائيل، على بعد حوالي 5 كيلومترات من قرية الغجر السورية. تقع على ارتفاع 786 متراً مع إطلالة بانورامية باتجاه الغرب. يُعتقد أن قلعة البسترة كانت محمية رومانية قديمة، تم التنقيب عنها من قبل علماء الآثار الإسرائيليين.
البقايا الموجودة في الموقع تشمل مزرعة ومعبد يعود تاريخه إلى العصر الهلنستي و العصر الروماني.

## تاريخ القلعة
تم إجراء المسوحات الأثرية لأول مرة في 1970-1972 ، والذي أطلق على المكان اسم «هارفايا» في عام 1990. تم عمل حملة استكشافية ثانية، ونُفذت تحت رعاية قسم الدراسات الإسرائيلية بجامعة بار إيلان ، قيل من العرب المحليين أن المكان يسمى قلعة البسترة.
كشفت التحقيقات عن ركائز وأدلة على نشاط ثقافي يعود إلى الفترة الهلنستية أو ما قبل ذلك استمر في العصر الروماني. يرجع تاريخ بيت المزرعة والمعبد الذي تم اكتشافه في الموقع إلى العصور الهلنستية والرومانية (من القرن الثالث قبل الميلاد إلى القرن الثالث الميلادي).
تقع المزرعة في وسط فناء زراعي كبير، وتحيط به جدران حجرية مبنية جيدًا. يحتوي على العديد من الغرف التي تخدم أغراضًا مختلفة. يحتوي على مبنى يشبه الفيلا على برج لا يزال مرئيًا. تهم الأراضي الزراعية المحيطة العديد من المباني، بما في ذلك المباني والجدران. تم العثور على صهاريج مياه ذات سعة كبيرة غير معتادة في المنطقة.
في أعلى نقطة في القمة، توجد بقايا معبد روماني يغطي حوالي 100 متر مربع. يتم الحفاظ على الأساسات وحجارة الأساس ومسار واحد فقط من الأحجار. الاكتشافات في تيمينوس شملت المعبد أحد عشر النقود التي كانت مؤرخة بين القرن الثالث قبل الميلاد والقرن الثالث الميلادي. كان أحدهم مؤرخًا في عهد هيرودس أنتيباس . تم أيضًا استعادة أجزاء من تمثال رخامي يتضمن قدمًا الذكور يرتدي صندل ؛ ربما كان إله محلي يعبد في المعبد. كما تم العثور على مجموعة من القواقع . تم اكتشاف عظام الحيوانات المختلفة ومؤرخة إلى القرن الخامس الميلادي بما في ذلك الأغنام، الماعز، الأبقار والدجاج.